# Mozaikové studio
Mozaikové studio, malá dílna vatikánských výrobců mozaik, se nachází ve Vatikánských zahradách, severně od nádraží. 
Dílna vznikla v polovině 16. století, kdy se papež Řehoř XIII. (1572–1585) rozhodl navázat na raně středověkou tradici a uplatnit při výzdobě baziliky sv. Petra mozaiky. První mozaiky zde vznikly v roce 1578 pod vedením přivolaných benátských mistrů (Girolamo Muziano a Paolo Rossetti, v 17. století Marcello Provenzale, Giovanni Battista Calandra a Fabio Cristofari). 
Věhlas vatikánské mozaikové dílny rostl v 18. a 19. století a mozaiky se často stávaly předmětem darů různým oficiálním návštěvám. Většinou měly náboženská témata, vyráběly se ale i s jinými motivy. 
Papež Benedikt XIII. (1724–1730) oficiálně založil Vatikánské mozaikové studio v roce 1727, zprvu je vedl mistr Pietro Paolo Cristofari.  
Vatikánská dílna měla od roku 1727 také vlastní laboratoř k vylepšování používaného (původně benátského) skla a k přípravě velkého množství barevných odstínů, aby bylo možné dobře konkurovat barevné paletě maleb a vytvářet mozaiky podle malovaných návrhů. V současnosti mají vatikánští výrobci k dispozici až 28 tisíc odstínů. Vedle skla se v omezené míře používá také přírodní kámen, který ale není možné tak dobře tvarovat a připravovat ve velkém množství odstínů. 
Současní zaměstnanci studia vyrábějí nové mozaiky s náboženskými motivy, napodobeniny slavných maleb a podobně, ale zároveň se starají i o historické mozaiky ve vatikánských budovách.